# Битва селёдок
Селёдочная битва (фр. Journée des Harengs, англ. Battle of the Herrings), также битва при Руврэ — сражение Столетней войны, произошедшее 12 февраля 1429 года недалеко от Руврэ, немного севернее Орлеана. Битва является одним из эпизодов осады Орлеана (октябрь 1428 — май 1429 года).

## Предыстория
В начале февраля 1429 года англичане выслали из Парижа обоз для обеспечения нужд своих войск, осаждавших Орлеан. Вооружённым конвоем командовал сэр Джон Фастольф. В обозе было около 300 повозок, нагруженных боеприпасами и провизией (главным образом, бочками с копчёной сельдью). Начинался Великий Пост, что объясняет наличие в обозе такого значительного количества рыбных припасов. Конный эскорт под началом сэра Джона Фастольфа состоял из примерно 1000 лучников и 1000−1200 парижских ополченцев (1600−1700 воинов, из них 600 англичан и 1000 простых сопровождающих, согласно хронисту Ангеррану де Монстреле).
11 февраля 1429 года английский обоз прибыл в маленькую деревушку Руврэ, в пяти милях к северу от Жанвиля, где остановился на ночь. Утром следующего дня отряд выступил, но с юго-запада показался авангард франко-шотландской армии графа де Клермона.
Вести о следовании английского обоза достигли Блуа, и большой французский отряд Карла Бурбона, графа де Клермон (3000−4000 человек) вышел на северо-восток для перехвата англичан или хотя бы воспрепятствования прибытию обоза в расположение английских войск. В составе французских сил находилось также около 400 шотландцев под командованием коннетабля шотландцев во Франции сэра Джона Стюарта из Дарнли (шестью годами ранее в битве при Краване он потерял глаз и попал в плен к англичанам, но впоследствии был отпущен).
Опытный сэр Фастольф остановил весь конвой и эскорт на открытом пространстве на дороге в Жанвиль, в миле к югу от Руврэ. Он выстроил повозки в вагенбург с двумя выходами, которые защищали лучники, забившие свои колья по окружности (тот же способ обороны привёл к успеху при Азенкуре). Прочие воины, пажи и некомбатанты укрылись внутри.
Граф де Клермон приказал своим людям стоять на месте (хотя они остались верхом) и выдвинул вперёд своих арбалетчиков и большое количество малокалиберных орудий.

## Битва
Поле боя было открытой плоской равниной. Крупным французским силам противостояли намного уступающие им по численности английские лучники и ополченцы. Осознавая тяжесть своего положения, англичане выбрали оборонительную тактику: из повозок и бочек соорудили импровизированные защитные позиции. Французы начали бой артиллерийским обстрелом укрывшихся англичан. Англичанам нечем было ответить на обстрел, и они вынуждены были выжидать. Многие повозки были пробиты ядрами, селёдка высыпалась на землю. Всё шло к тому, что Руврэ станет первым в истории местом, где исход сражения решит артиллерия. Вот-вот победа французов и поражение англичан станут неизбежны.
У командира шотландского контингента сэра Джона Стюарта не выдерживают нервы, и, ослушавшись приказов графа де Клермона, он спешивает своих людей и бросает в атаку на один из входов английского вагенбурга. На шотландцах были лёгкие доспехи, вследствие чего английские лучники и арбалетчики нанесли им тяжелейшие потери, причём сами остались практически невредимыми. Более того, французам пришлось прекратить огонь, чтобы не задеть своих.
Последовавшая за этим конная атака французов также не привела к успеху: лошади напарывались на колья. Французы пришли в замешательство и, очевидно, не могли решить, как действовать дальше. Сэр Фастольф воспользовался возможностью и приказал перейти в контратаку. Английские лучники сели на коней, двумя шеренгами ударили в тыл дезорганизованным отступающим французам и обратили их в бегство.
Французско-шотландское войско потеряло 120 латников и 400−500 других воинов, преимущественно шотландцев (погиб и сам Джон Стюарт). Среди раненых был Жан де Дюнуа, бастард Орлеанский, который впоследствии стал одним из наиболее известных соратников Жанны д’Арк и принимал активное участие в снятии осады Орлеана и Луарской кампании.

## Последствия и значение битвы
Сэр Джон Фастольф с триумфом доставил армии необходимые запасы продовольствия и вернулся в Париж за новыми запасами. Боевой дух англичан повысился.
Битва была проиграна из-за несогласованности действий отдельных частей французской армии и прежде всего из-за того, что артиллерийский обстрел английских позиций не был доведён до конца (можно было решить исход битвы, даже не прибегая к прямой атаке). Но современники, и в первую очередь те, кто находился в осаждённом Орлеане, обвинили в неудаче де Клермона, которого подвергли порицанию за трусость. После этого Клермон покинул Орлеан вместе с отрядом в 2000 солдат. Боевой дух защитников Орлеана упал настолько, что даже рассматривалась возможность сдачи города.
Таким образом, битва при Руврэ была самым значительным событием с начала осады Орлеана (октябрь 1428 г.) и вплоть до появления у стен города Жанны д’Арк (май 1429 г.).
Нельзя не отметить и такой интересный факт: в день битвы Жанна встретилась с капитаном города Вокулёр Робером де Бодрикуром и точно предсказала печальный для французов исход сражения. Когда несколько дней спустя вести о неудаче при Руврэ достигли Вокулёра, Бодрикур уступил и согласился отправить Жанну к Дофину. 23 февраля 1429 г. Жанна д’Арк покинула Вокулёр и отправилась в Шинон.

## Первоисточники
- Chronique de la Pucelle. Bataille à Rouvray Saint-Denis en Beausse (фр.). SteJeannedArc.net.